# Olga Rinman
Olga Wilhelmina Rinman, född Holmgren 18 februari 1861 i Göteborgs Kristine församling, död 28 juni 1927 i Vasa församling i Göteborg, var en svensk fotograf verksam i Göteborg. I Göteborgs stadsmuseums samlingar finns cirka 3 000 negativ efter Rinman med främst topografiska motiv från staden.
Olga Rinmans fotografirörelse registrerades i Göteborg den 1 oktober 1893. Rinman skrev i ansökan att hennes man, sjökaptenen Knut Ragnar Rinman, hade övergivit henne och barnen och att hon nu ville öppna fotografirörelse för att kunna försörja sig och familjen, som bestod av tre döttrar. Rinman bedrev ateljéverksamhet på olika adresser i Göteborg fram till 1911, då hon öppnade ett fotografiskt magasin. Hon fotograferade även vykort och dessutom levererade hon material till veckotidningarna Idun och Hvar 8 dag.
Utställningen Eviga ögonblick som hölls på Göteborgs stadsmuseum 2013 innehöll fotografier av Rinman och två samtida kvinnliga Göteborgsfotografer: Anna Backlund och Caroline Gaudard.

## Exempel på fotografier av Rinman

Utsikt från nya Posthuset mot väster: vy över Drottningtorget, Slussplatsen och Norra Hamngatan.
Utsikt från St Eriks torg 5/ Östra Hamngatan 1 mot norr med Lilla Bommens hamn.
Vy vid Gustaf Adolfs torg med Börsen och Östra Hamnkanalen.